# Allan Åkerlind
Allan Johan Georg Åkerlind, född 19 november 1928 i Bladåkers församling, död 7 april 1986 i Rimbo, var en svensk riksdagspolitiker i Högerpartiet sedermera Moderaterna.
Åkerlind var till yrket byggnadsarbetare. Han var ledamot av riksdagens andra kammare 1965-1970 samt därefter i enkammarriksdagen 1971-1986, hela tiden i Stockholms läns valkrets. 